# Renault Twingo II
La Twingo II è la seconda generazione della Renault Twingo, un'autovettura di segmento A prodotta dal 2007 al 2014 dalla casa automobilistica francese Renault.

## Profilo e caratteristiche

### Debutto
La genesi della Twingo II fu caratterizzata da numerosi rinvii e smentite e fece parlare di sé già dal 1997: in quel periodo, infatti, secondo la stampa specializzata, il debutto della seconda generazione della Twingo avrebbe dovuto aver luogo nel 2000, anche con un'inedita carrozzeria a 5 porte. In realtà non solo ciò non avvenne, ma anzi, la gamma della prima generazione fu ampliata con l'arrivo della versione con motore plurivalvole, più altre varianti che si sarebbero aggiunte in seguito. Ma la stampa continuò ad ipotizzare come sarebbe stata la nuova Twingo degli anni 2000, proponendo agli appassionati dei rendering grafici in cui veniva mantenuta la carrozzeria monovolume, prevedendone il debutto per il 2004. Un nuovo rinvio fu reso noto nel 2005, quando si tornò a parlare della futura piccola Renault, stavolta ipotizzando un distacco dalla carrozzeria monovolume. In realtà, al Technocentre Renault, il centro di progettazione delle autovetture con il marchio della Losanga, non solo si aveva le idee chiare su come impostare la vettura, ma anzi, il nuovo modello era già praticamente pronto da tempo. Ma l'avvicendamento tra il presidente uscente Louis Schweitzer e il nuovo presidente Carlos Ghosn pose un freno al debutto della seconda generazione nel momento in cui Ghosn stesso constatò l'ancora alto indice di gradimento della prima Twingo e decise di lasciare la piccola monovolume in listino ancora per qualche tempo. Tra incertezze della stampa, illazioni e smentite a raffica, si giunse al Salone di Parigi del 2006, quando la nuova Twingo fu anticipata da una concept che ne svelò le forme quasi definitiva, sebbene in chiave molto aggressiva. Il debutto vero e proprio della Twingo II definitiva si ebbe invece al Salone di Ginevra del 2007: nacque così la seconda generazione della piccola Renault.

### Design esterno ed interno
Per quanto riguarda il design, la seconda generazione della Twingo risulta completamente diversa rispetto alla prima: abbandonato il corpo vettura da piccola monovolume, si ha un ritorno ad una più convenzionale carrozzeria hatchback a due volumi, nella quale venne però mantenuta la sola soluzione a tre porte. Non vi furono, né vi sarebbero state in seguito, carrozzerie a 5 porte per la Twingo II. Completamente differente anche lo stile della piccola francese, che ha perso per strada un po' dell'originalità della prima versione: l'aria scanzonata e simpatica lasciò il posto a un aspetto moderno, più serioso ed in linea con molte tendenze stilistiche degli anni duemila. Le forme semplici e tondeggianti della prima Twingo furono sostituite da un più moderno mix di curve e spigoli. Nel complesso, il nuovo corpo vettura della Twingo II risulta più lungo di 17 cm rispetto alla prima generazione. Il frontale era caratterizzato da grossi gruppi ottici a forma di goccia, una forma ripresa dalle prese d'aria ai lati del paraurti anteriore. La calandra era liscia e pressoché priva di aperture: quella per il raffreddamento del motore era presente solo nella zona centrale del paraurti. Il design del frontale, tra l'altro, è del tutto inedito anche per la stessa Renault, che in futuro adotterà questo family feeling per tutti i modelli seguenti, a cominciare dalla Laguna, introdotta qualche mese dopo, e il cui stile comunque verrà influenzato anche da altre concept car presentate poco tempo prima. Tornando alla Twingo II, la vista laterale lascia vedere i parafanghi allargati, ma anche l'andamento di profilo della parte posteriore, con un lunotto verticale e con una coda leggermente bombata che ricorda quella della Scénic II. I fari posteriori sono di forma quadrangolare e si trovano ai lati di un portellone in posizione incassata rispetto al paraurti. La Twingo II prevedeva anche dei kit estetici per personalizzare la carrozzeria, consistenti in decorazioni adesive.

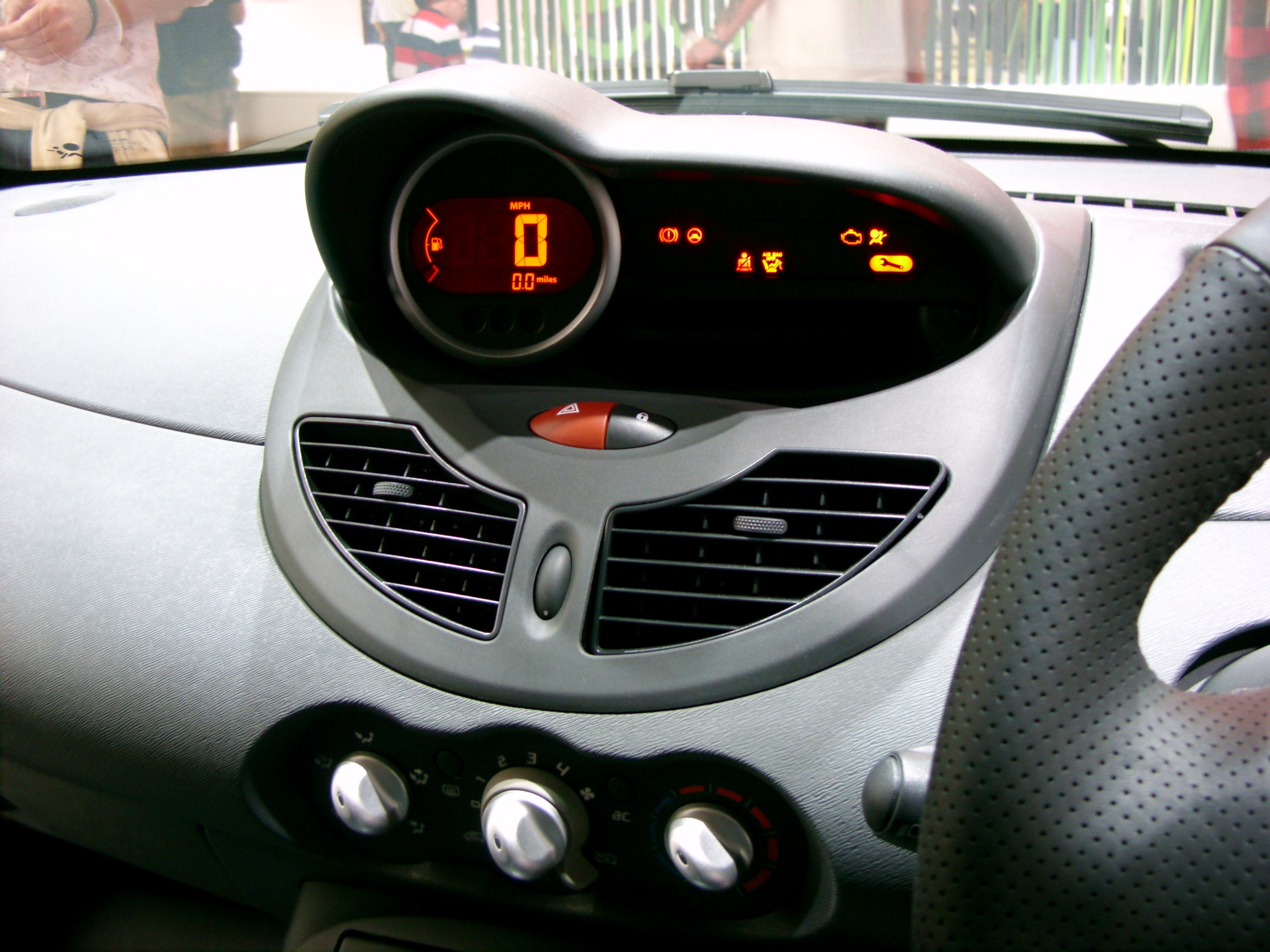
La sommità della console centrale di una Twingo II

L'abitacolo conservava invece quel carattere giovanile che aveva catturato l'attenzione già nella prima Twingo, anche se nel caso del nuovo modello era stato rivisto in chiave più moderna. Ancora presenti sono i motivi tondeggianti, presenti ad esempio nel disegno della plancia, suddivisa in tre strati, oppure in quello della console centrale, sulla cui sommità rimaneva tutto il gruppo strumentazione come nella precedente Twingo. Non era presente il contagiri, previsto solo nelle versioni di punta, ma era presente invece una presa USB per collegare dispositivi audio. Posteriormente si poteva scegliere di avere una divanetto intero o due sedili separati. Grazie al lieve aumento del passo (da 2.34 a 2.37 cm), si disponeva di un po' di spazio in più sia per i quattro passeggeri, sia per il bagagliaio: quest'ultimo aveva una capacità di 165 litri a filo con la cappelliera, che però diventavano 230 fino al tetto (285 in caso di presenza dei due sedili separati) e salivano a ben 959 in caso di abbattimento dei due sedili posteriori o del divanetto. Una chicca a proposito delle operazioni di carico e scarico bagagli: la Twingo II aveva la cappelliera fissata direttamente al portellone senza cordicelle come in altre vetture con portellone, ma proprio direttamente, cosicché, quando quest'ultimo veniva aperto, la cappelliera seguiva il portellone portandosi molto in alto rispetto alla "bocca" di carico bagagli. Ciò aveva lo scopo di facilitare le operazioni di carico e scarico.

### Struttura, motori e meccanica
La Twingo II nasceva sul pianale accorciato della Clio II, che da quando è stata affiancata dalla Clio III aveva visto la propria denominazione cambiare in Clio Storia. La scocca era stata irrobustita per ottenere una maggior sicurezza all'interno della cellula abitativa. Come la sua antenata, la Twingo II montava un avantreno a ruote indipendenti di tipo MacPherson ed un retrotreno a ruote interconnesse con assale semitorcente. Su entrambi gli assi erano presenti molle elicoidali, ammortizzatori idraulici telescopici e barre antirollio. L'impianto frenante continuava ad essere di tipo misto, con dischi da 259 mm e tamburi posteriori da 203 mm.
Al suo debutto, la Twingo II era prevista in quattro motorizzazioni, di cui una a gasolio:
- 1.2: motorizzazione di base della gamma Twingo II, non è altro che il 1.2 monoalbero derivato direttamente da quello impiegato fino a quel momento sulle versioni di base della Twingo I. Caratterizzato da una cilindrata di 1149 cm³, erogava una potenza massima di 58 CV;
- 1.2 16v: anche questo motore era già stato utilizzato nella gamma della Twingo I e si trattava del bialbero da 1.2 litri e 75 CV, con poche differenze tra l'una e l'altra generazione di Twingo;
- 1.2 TCe: questa era una delle novità della gamma motoristica della Twingo II. La base di partenza era la stessa dei due motori già menzionati sopra, ma in questo caso era stato montato (per la prima volta in una Twingo) un turbocompressore che ne aveva aumentato la potenza fino a 101 CV. La Twingo così equipaggiata prendeva il nome di Twingo GT;
- 1.5 dCi: altra grossa novità motoristica per la Twingo II, si trattava del primo motore diesel in una Twingo. Caratterizzato da una cilindrata di 1461 cm³, era in grado di erogare una potenza massima di 65 CV.

Va tenuto presente che la denominazione commerciale delle Twingo a benzina fu di Twingo 1.2, ma di fatto il motore in esame è un'unità da 1.1 litri.
Una sola fu la variante di cambio disponibile, consistente in un manuale a 5 marce.

### Evoluzione

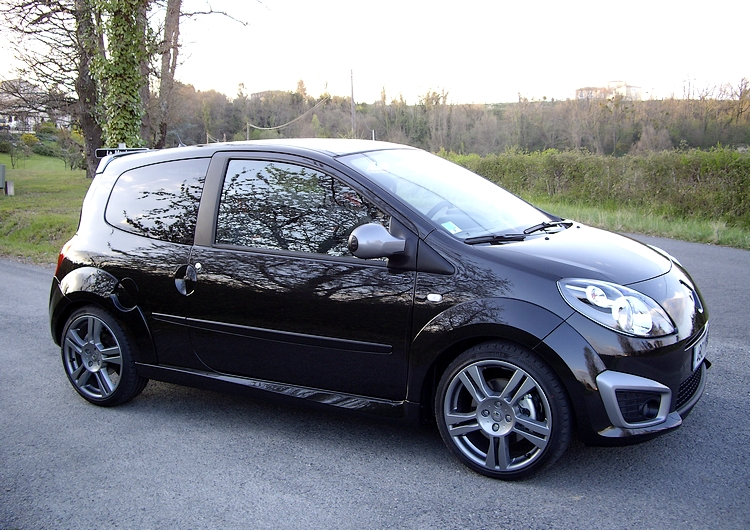
Twingo II RS

La produzione della Twingo II fu avviata presso lo stabilimento Revoz della Renault di Novo Mesto, in Slovenia, dove peraltro venivano assemblate nello stesso periodo anche le Clio II con cui veniva condivisa la base meccanica. La commercializzazione fu invece avviata nel corso dell'estate 2007. La versione GT, con motore da 101 CV, era caratterizzata da alcuni particolari che la rendevano più sportiva, come il paraurti dal disegno specifico, l'assetto leggermente ribassato ed irrigidito ed i cerchi, anch'essi dal disegno specifico. Il primo step evolutivo nella gamma della Twingo II si ebbe nel 2008, quando vi fu l'arrivo della vera versione di punta, la Twingo RS. Tale versione era equipaggiata con un motore 1.6 aspirato da 133 CV che le garantiva prestazioni brillanti. Era inoltre provvista di serie di cerchi da 16 pollici ma come optional si poteva avere l'ancora più sportivo telaio CUP (più basso è rigido) con cerchi da 17 e disegno dedicato. Era dotata di paraurti anch'essi disegnati ad hoc. Fu l'unica Twingo a non essere assemblata a Novo Mesto, bensì a Dieppe, presso l'ex-stabilimento Alpine-Renault. Nello stesso anno, fu possibile ottenere la versione 1.2 16v con un cambio automatico.

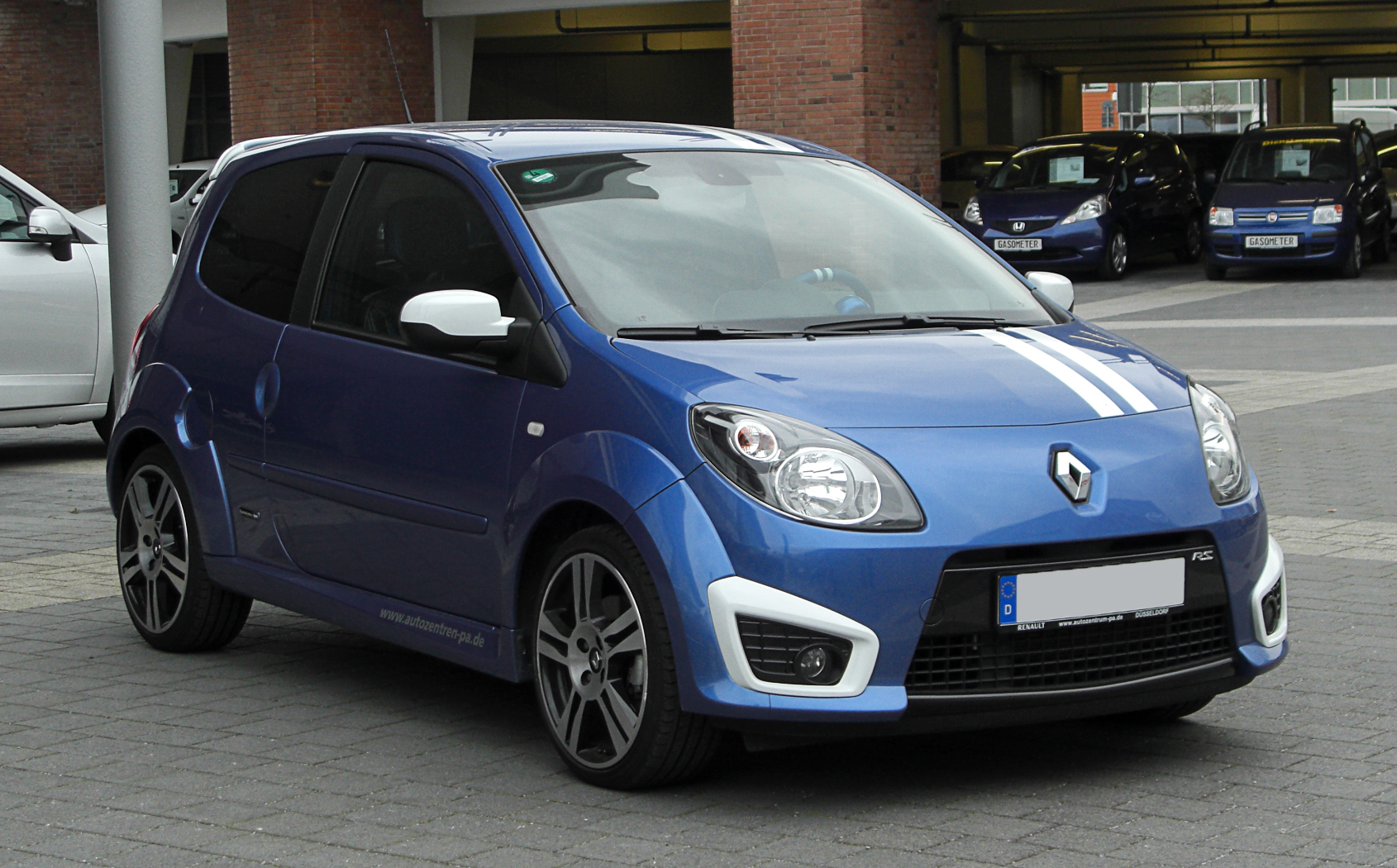
Renault Twingo II RS Gordini

Nel 2009 si ebbero alcune novità abbastanza rilevanti: la versione 1.2 16v aspirata ed il TCe da 101 CV divennero disponibili anche in versione bi-fuel, con doppia alimentazione benzina-GPL. Il motore da 101 CV, tra l'altro, divenne disponibile anche nell'allestimento Dynamique, prima riservato alle motorizzazioni minori. Sempre nel 2009, alcuni mercati esteri poterono usufruire di un 1.5 dCi con potenza di 84 CV.
Nel 2010 il 1.2 da 58 CV scomparve dal listino, mentre la RS fu invece proposta nel nuovo allestimento Gordini, un omaggio al grande "sorcier" italiano che negli anni cinquanta e sessanta del secolo scorso realizzò delle autentiche piccole "bombe" sportive con marchio Renault, conquistandosi un posto d'onore nella storia dell'automobilismo sportivo, specialmente quello francese. La Twingo RS Gordini era dotata di serie del pregiato ed ancor più sportivo telaio CUP ed era riconoscibile per la verniciatura blu chiaro metallizzato (oppure nella rarissima tinta nero nacré) con due bande longitudinali bianche sul lato sinistro di cofano, tetto e portellone e con cerchi in lega da 17 con lo stesso disegno della RS ma bicolore, diamantato e blu o diamantato e nero,  seconda del colore carrozzeria. Il piccolo spoiler posteriore, già presente nella Twingo RS, qui divenne di colore bianco. La dotazione si fece più completa, integrando anche il climatizzatore automatico e l'interno in pelle. Dal punto di vista meccanico, invece, non vi furono differenze tra la RS normale e la RS Gordini.
All'inizio del 2011 l'allestimento Gordini fu esteso anche alla 1.2 TCe GT, mentre il 1.5 dCi vide la propria potenza salire da 64 a 75 CV.

### Restyling 2011

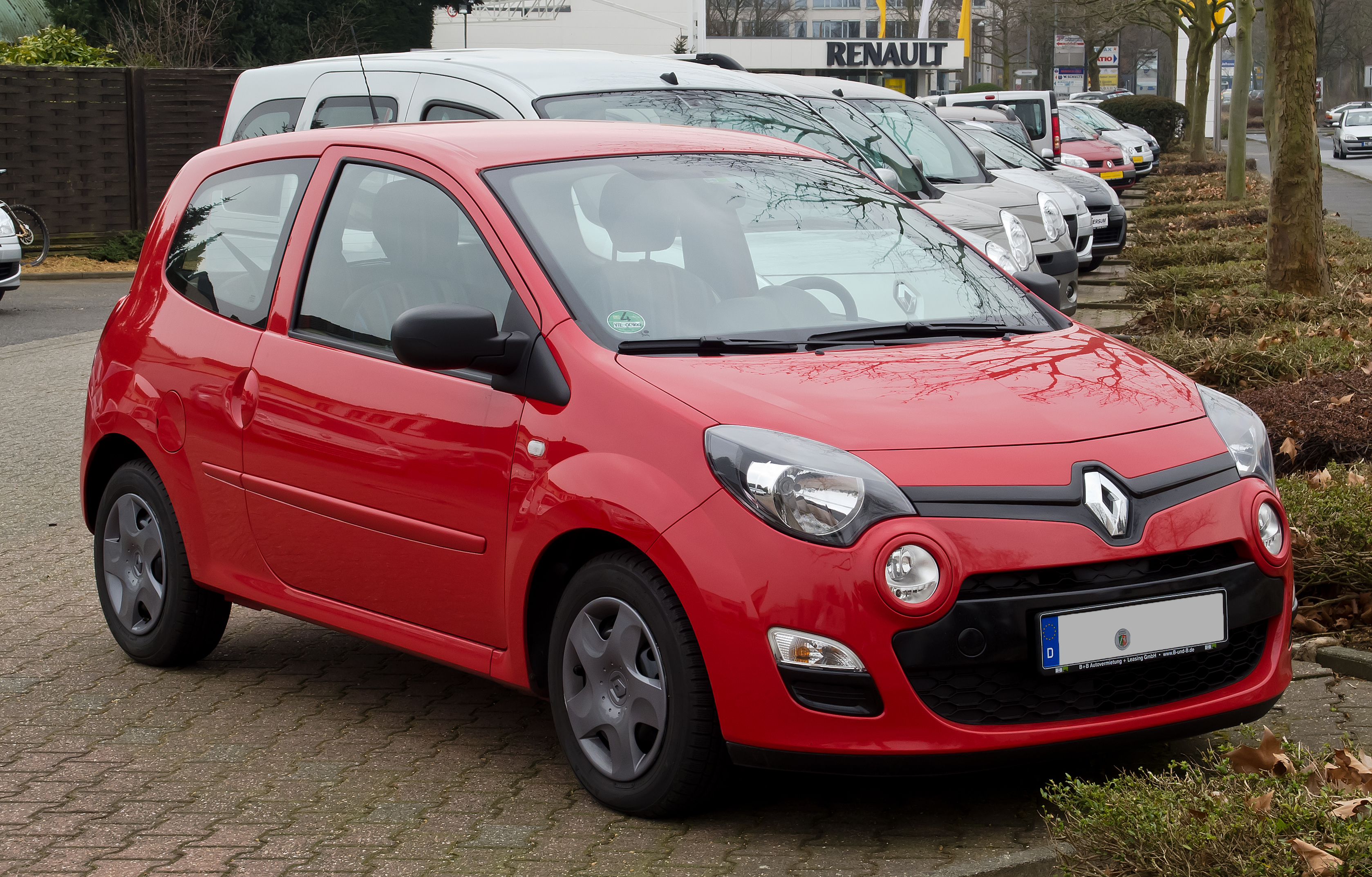
Frontale Twingo II restyling 2011

Il Salone di Francoforte 2011 vide la presentazione della Twingo II sottoposta al restyling di metà carriera. I cambiamenti furono molti e non marginali come era avvenuto invece per la prima generazione: il frontale con il logo Renault di maggiori dimensioni con una mascherina sottile e nera, vide i gruppi ottici principali tagliati nella zona inferiore per far spazio a nuovi proiettori circolari dotati di fari di posizione diurni e fendinebbia, gli indicatori di direzione nella zona inferiore dei paraurti al posto dei fendinebbia, mentre il paraurti anteriore cambiò disegno con una presa d'aria più ampia e dalla trama diversa.

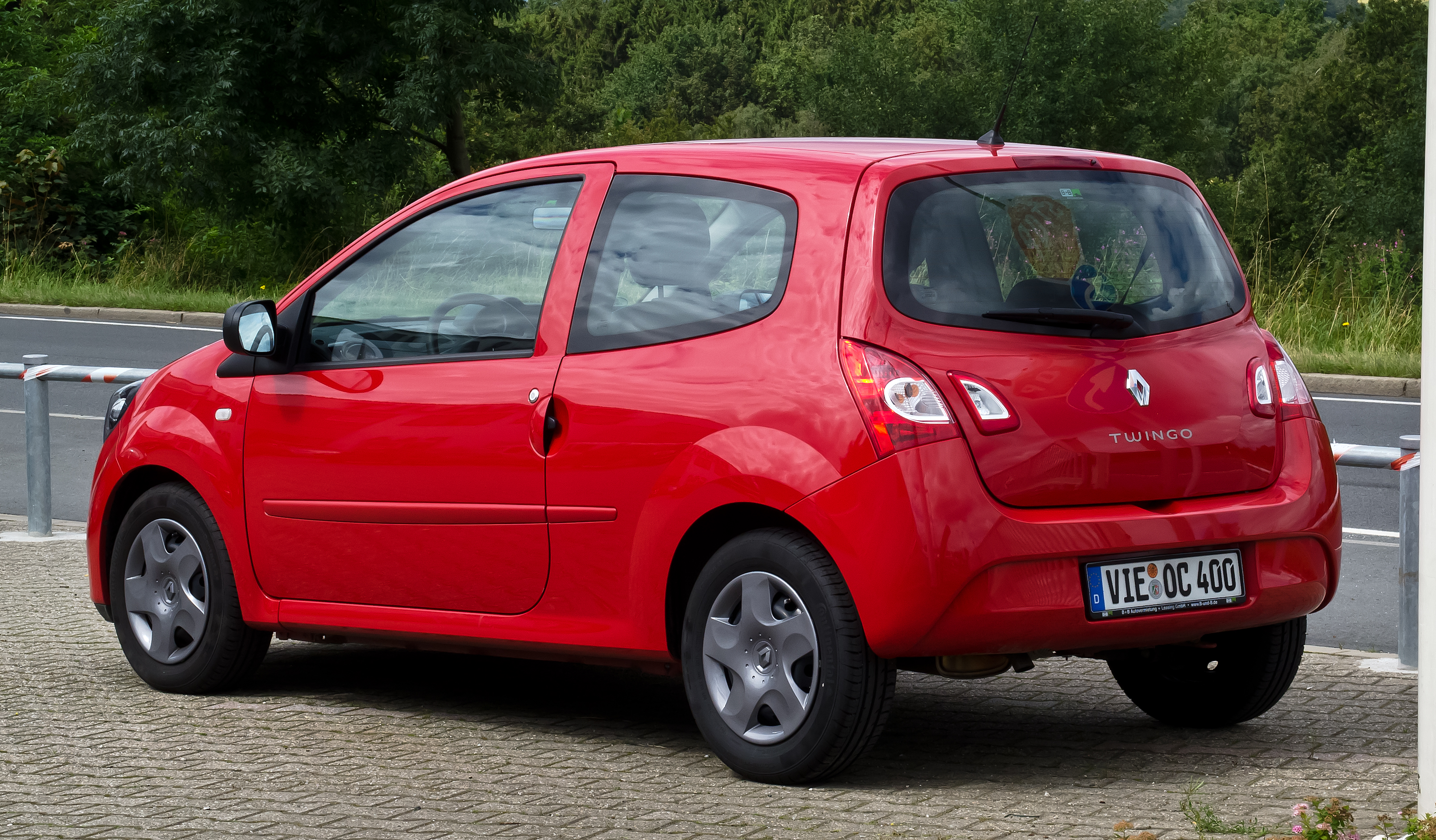
Posteriore Twingo II Restyling 2011

Posteriormente vi fu un leggero cambiamento della forma del portellone, mentre comparvero nuovi gruppi ottici sdoppiati in due sezione. Vi furono anche interventi nell'abitacolo, dove arrivarono nuovi rivestimenti per i sedili, dove vennero ritoccati alcuni particolari di plancia e console centrale e dove fu montata un nuovo impianti hi-fi dai nuovi impianti pulsanti. La gamma motori rimase invariata, fatta eccezione per la versione RS che sarebbe arrivata sul mercato solo alcuni mesi più tardi.
Nel 2012 comparve una nuova variante con cambio automatico, denominata BVR, mentre nella primavera del 2013, al Milano Design venne svelata una concept car che prefigurava da vicino la futura terza generazione della Twingo. La gamma del modello corrente venne ridotta, lasciando in listino solo il 1.2 aspirato da 75 CV ed il 1.5 dCi di pari potenza. Furono gli ultimi aggiornamenti alla gamma della Twingo II, che rimase tale fino alla fine dell'estate 2014, quando venne sostituita dal listino per far posto alla Renault Twingo III.

### Riepilogo caratteristiche
Di seguito vengono riepilogate le caratteristiche tecniche relative alle varie versioni costituenti la gamma della Twingo II. I prezzi riportati sono in Euro e si riferiscono all'allestimento meno caro tra quelli previsti e al momento del debutto nel mercato italiano.
| Modello                                                                                                 | Motore   | Cilindrata cm³ | Alimentazione                         | Potenza CV/rpm | Coppia Nm/rpm | Massa a vuoto (kg) | Velocità max | Acceler. 0-100 km/h | Consumo (l/100 km) | Emissioni CO2 (g/km) | Commercia- lizzazione | Prezzo al debutto |
| Versioni a benzina                                                                                      |          |                |                                       |                |               |                    |              |                     |                    |                      |                       |                   |
| Twingo 1.2                                                                                              | D7F      | 1149           | Iniezione elettronica                 | 58/5250        | 93/2500       | 850                | 154          | 15"                 | 5.8                | 132                  | 07/2007-10/2010       | 8.651             |
| Twingo 1.2 16v                                                                                          | D4F      | 1149           | Iniezione elettronica                 | 75/5500        | 107/4250      | 875                | 170          | 12"                 | 6                  | 135                  | 07/2007-05/2010       | 10.226            |
| Twingo 1.2 16v                                                                                          | D4F      | 1149           | Iniezione elettronica                 | 75/5500        | 107/4250      | 875                | 169          | 12"3                | 5.4                | 119                  | 05/2010-08/2014       | 12.601            |
| Twingo 1.2 TCe                                                                                          | D4FT     | 1149           | Iniez. elett. + turbocompressore      | 101/5500       | 145/3000      | 905                | 189          | 9"8                 | 6.2                | 140                  | 07/2007-03/2011       | 13.876            |
| Twingo 1.2 TCe                                                                                          | D4FT     | 1149           | Iniez. elett. + turbocompressore      | 102/5500       | 155/3500      | 905                | 189          | 9"8                 | 5.9                | 132                  | 03/2011-08/2013       | 13.500            |
| Twingo 1.6 16v RS                                                                                       | K4M-RS   | 1598           | Iniezione elettronica                 | 133/6750       | 160/4400      | 975                | 201          | 8"7                 | 7.3                | 165                  | 09/2008-02/2011       | 15.351            |
| Twingo 1.6 16v RS                                                                                       | K4M-RS   | 1598           | Iniezione elettronica                 | 133/6750       | 160/4400      | 975                | 201          | 8"7                 | 6.6                | 150                  | 03/2011-08/2013       | 13.450            |
| Versioni a gasolio                                                                                      |          |                |                                       |                |               |                    |              |                     |                    |                      |                       |                   |
| Twingo 1.5 dCi (65cv)                                                                                   | K9K      | 1461           | Turbodiesel common rail               | 64/3750        | 160/1900      | 905                | 164          | 14"9                | 4.5                | 113                  | 07/2007-10/20101      | 11.626            |
| Twingo 1.5 dCi (75cv)                                                                                   | K9K      | 1461           | Turbodiesel common rail               | 75/4000        | 180/1750      | 905                | 170          | 13"5                | 3.6                | 90                   | 10/2010-08/20142      | 12.250            |
| Twingo 1.5 dCi (85cv)3                                                                                  | K9K      | 1461           | Turbodiesel common rail               | 84/3750        | 200/1750      | 905                | 180          | 11"                 | 4                  | 104                  | 04/2009-05/20103      | - 3               |
| Twingo 1.5 dCi (85cv)3                                                                                  | K9K      | 1461           | Turbodiesel common rail               | 86/4000        | 200/1750      | 905                | 185          | 11"2                | 3.6                | 94                   | 05/2010-10/20103      | - 3               |
| Versioni bi-fuel                                                                                        |          |                |                                       |                |               |                    |              |                     |                    |                      |                       |                   |
| Twingo 1.2 16v GPL                                                                                      | D4F-GPL  | 1149           | Iniez.elett.+ GPL                     | 75/5500        | 105/3500      | 925                | 170          | 13"                 | 5.9                | 135                  | 2009-12               | 12.701            |
| Twingo 1.2 TCe GPL                                                                                      | D4FT-GPL | 1149           | Iniez.elett.+ GPL+ turbo- compressore | 101/5500       | 145/3000      | 955                | 185          | 9"8                 | 6.2                | 138                  | 2009-10               | 14.771            |
| Note: 1In Italia fino al 03/2011 2In Italia a partire dal 03/2010 3Non prevista per il mercato italiano |          |                |                                       |                |               |                    |              |                     |                    |                      |                       |                   |